# Дулін
Дулін (англ. Doolin; ірл. Dúlainn) — село в Ірландії, розташоване в графстві Клер (провінція Манстер).
Село Дулін розташоване на березі Атлантичного океану. Головне заняття населення — рибальство, організація туризму. Визначні пам'ятки природи: скелі Могер, Дулінська печера, затока Дулін.